# 金子遊
金子 遊（かねこ ゆう、1974年 - ）は、日本の批評家・映像作家・フォークロア研究者。

## 来歴・人物
父は脚本家の金子裕。慶應義塾大学環境情報学部卒業。同大学在学中に制作した16ミリ映画で、メディアウェイブ・フェスティバル（ハンガリー）に正式出品。2008年に『ぬばたまの宇宙の闇に』で奈良前衛映画祭グランプリ受賞、翌2009年に「批評の奪還 松田政男論」にて映画芸術評論賞・佳作を受賞。2010年にドキュメンタリー映画『ベオグラード1999』を東京・大阪で劇場公開。
2011年に編著『フィルムメーカーズ 個人映画のつくり方』刊行。「弧状の島々 ソクーロフとネフスキー」で三田文学新人賞（評論部門）受賞。2012年から、ドキュメンタリーマガジン「neoneo」編集委員。2013年にドキュメンタリー映画『ムネオイズム 〜愛と狂騒の13日間〜』を全国で劇場公開。
2015年に単著『辺境のフォークロア』刊行。「山形国際ドキュメンタリー映画祭2015」コーディネーター。テレビ番組やPR映像のシナリオ、番組構成、演出など多数。2017年に『映像の境域　アートフィルム／ワールドシネマ』でサントリー学芸賞受賞。
2018年に仲間たちと「東京ドキュメンタリー映画祭」を立ち上げた。2023年1月、映画『フイルム・フェティッシュ』がロッテルダム国際映画祭でワールド・プレミア上映、4月に全州（チョンジュ）国際映画祭でアジア・プレミア上映。8月、映画祭の事務局を辞任。2025年に紀行エッセイ『秘境アジア探訪記』を刊行。

## 著書

### 単著
- 『辺境のフォークロア　ポスト・コロニアル時代の自然の思考』　河出書房新社　2015年
- 『異境の文学　小説の舞台を歩く』　アーツアンドクラフツ　2016年
- 『映像の境域　アートフィルム／ワールドシネマ』　森話社　2017年
- 『ドキュメンタリー映画術』　論創社　2017年
- 『混血列島論　ポスト民俗学の試み』　フィルムアート社　2018年
- 『悦楽のクリティシズム　2010年代批評集成』　論創社　2019年
- 『ワールドシネマ入門』　コトニ社　2020年
- 『光学のエスノグラフィ　フィールドワーク／映画批評』　森話社　2021年
- 『マクロネシア紀行  「縄文」世界をめぐる旅』　アーツアンドクラフツ　2022年
- 『インディジナス 先住民に学ぶ人類学』　平凡社　2023年
- 『秘境アジア探訪記 ゾミアの少数民族フィールドワーク』アーツアンドクラフツ　2025年

### 編著
- 『フィルムメーカーズ 個人映画のつくり方』　アーツアンドクラフツ　2011年
- 『逸脱の映像　拡張・変容・実験精神』　松本俊夫著　金子遊編　月曜社　2013年
- 『吉本隆明論集　初期・中期・後期を論じて』　アーツアンドクラフツ　2013年
- 『クリス・マルケル―遊動と闘争のシネアスト』　港千尋監修　東志保共編　森話社　2014年
- 『国境を超える現代ヨーロッパ映画250 移民・辺境・マイノリティ』野崎歓、渋谷哲也、夏目深雪共編　河出書房新社　2015年
- 『アメリカン・アヴァンガルド・ムーヴィ』　西村智弘共編　森話社　2016年
- 『アピチャッポン・ウィーラセタクン 光と記憶のアーティスト』　夏目深雪共編　フィルムアート社　2016年
- 『映画で旅するイスラーム 知られざる世界へ』　藤本高之共編　論創社　2018年
- 『ブラジル映画史講義 混血する大地の美学』今福龍太著　金子遊編集　現代企画室　2018年
- 『半島論 アートと文学による叛乱の地勢学』中里勇太共編　響文社　2018年
- 『ジャン・ルーシュ 映像人類学の越境者』千葉文夫共編　森話社　2019年
- 『ジョナス・メカス論集 映画詩人の全貌』若林良、吉田悠樹彦共編　neoneo編集室　2020年
- 『アニエス・ヴァルダ 愛と記憶のシネアスト』若林良、吉田悠樹彦共編　neoneo編集室　2021年

### 訳書
- 『ヴァルター・ベンヤミンの墓標』マイケル・タウシグ著　井上里、水野友美子共訳　水声社　2016年
- 『メイキング 人類学・考古学・芸術・建築』ティム・インゴルド著　水野友美子、小林耕二共訳　左右社　2017年
- 『暴力と輝き』アルフォンソ・リンギス著　水野友美子、小林耕二共訳　水声社　2019年

### 共著
- 『星座 Constellation 吉増剛造』　矢立出版　2008年
- 『アジア映画の森―新世紀の映画地図』　作品社　2012年
- 『このショットを見よ　映画監督が語る名シーンの誕生』　フィルムアート社　2012年
- 『平成時代史考』　色川大吉著　アーツアンドクラフツ　2013年
- 『アジア映画で＜世界＞を見る　越境する映画、グローバルな文化』　作品社　2013年
- 『アイヌ民族否定論に抗する』　河出書房新社　2015年
- 『鳥居龍蔵 日本人の起源を探る旅』　アーツアンドクラフツ　2015年
- 『映画批評コレクティヴ１』　シネマトリックス／ソリレス書店　2016年
- 『谷川健一 民俗のこころと思想』　アーツアンドクラフツ　2016年
- 『島尾敏雄・ミホ　共立する文学』　河出書房新社　2017年
- 『エドワード・ヤン 再考／再見』　フィルムアート社　2017年
- 『ストローブ＝ユイレ シネマの絶対に向けて』　森話社　2018年
- 『折口信夫 死と再生、そして常世・他界』　アーツアンドクラフツ　2018年
- 『ゲームチェンジング・ドキュメンタリズム』　ビー・エヌ・エヌ新社　2018年
- 『躍動する東南アジア映画』　論創社　2019年
- 『東南アジア文化事典』　丸善出版　2019年
- 『風の人、木立の人』　カンパニー社　2020年
- 『アナキズムを読む 〈自由〉を生きるためのブックガイド』　皓星社　2021年
- 『拡張するイメージ 人類学とアートの境界なき探求』　亜紀書房　2023年
- 『ダルデンヌ兄弟 社会をまなざす映画作家』 neoneo編集室　2023年
- 『死を語る50人の言葉』　アーツアンドクラフツ　2023年

### 編集
- 『ドキュメンタリーカルチャーマガジン neoneo』01号　neoneo編集室　2012年
- 『ドキュメンタリーカルチャーマガジン neoneo』02号（小川紳介特集）　neoneo編集室　2013年
- 『ドキュメンタリーカルチャーマガジン neoneo』03号（クリス・マルケル特集）　neoneo編集室　2013年
- 『ドキュメンタリーマガジン neoneo』04号（ロバート・フラハティ特集）　neoneo編集室　2014年
- 『ドキュメンタリーマガジン neoneo』05号（亀井文夫特集）　neoneo編集室　2015年
- 『ドキュメンタリーマガジン neoneo』06号（ヨリス・イヴェンス特集）　neoneo編集室　2015年
- 『ドキュメンタリーマガジン neoneo』07号（土本典昭特集）　neoneo編集室　2016年
- 『ドキュメンタリーマガジン neoneo』08号（アジアのドキュメンタリー特集）　neoneo編集室　2016年
- 『ドキュメンタリーマガジン neoneo』09号（いのちの記録特集）　neoneo編集室　2017年
- 『ドキュメンタリーマガジン neoneo』10号（環境とネイチャー特集）　neoneo編集室　2017年
- 『ドキュメンタリーマガジン neoneo』11号（ダイレクト・シネマ特集）　neoneo編集室　2018年
- 『ドキュメンタリーマガジン neoneo』12号（沖縄のドキュメンタリー特集）　neoneo編集室　2019年

### 関連書籍
- 『68-72 世界革命展』　ICANOF　2008年
- 『祝祭4 特集「ベオグラード1999」』　高円寺文庫　2010年
- 『ソーシャル・ドキュメンタリー 現代日本を記録する映像たち』　フィルムアート社　2012年

## 作品

### 映画
- ぬばたまの宇宙の闇に（2008年）監督　　※奈良前衛映画祭グランプリ、イメージフォーラム・フェスティバル出品
- ベオグラード1999（2009年）監督　　※東京・大阪劇場公開、田辺・弁慶映画祭、TAMA CINEMA FORUM映画祭ほか出品
- 予告する光 gozoCiné（2011年）配給・宣伝　　※東京・大阪劇場公開
- ムネオイズム 〜愛と狂騒の13日間〜（2012年）監督　　※全国劇場公開
- インペリアル 戦争のつくり方（2014年）監督　　※大阪劇場公開
- ガーデンアパート（2017年）プロデューサー・共同脚本　※全国劇場公開、ロッテルダム国際映画祭、大阪アジアン映画祭出品
- 映画になった男（2018年）監督　※全国劇場公開、東京ドキュメンタリー映画祭2018、田辺・弁慶映画祭出品
- 森のムラブリ（2019年）監督　※全国劇場公開、カンボジア国際映画祭、東京ドキュメンタリー映画祭2019、クラトヴォ国際民族学映画祭、ICAS12フィルム・フェスティバル、IUAES 先住民・民族誌映画展出品
- フイルム・フェティッシュ（2022年）監督　※ロッテルダム国際映画祭、全州国際映画祭、バンコク実験映画祭出品

### 短編映画
- わが埋葬（1998年）監督　　※メディアウェイブ・フェスティバル（ハンガリー）出品
- でろり（2004年）監督
- バグダッド1999（2008年）監督　　※八戸市美術館にて上映展示
- 書頭人（2008年）監督　　※シアター・テレビジョン放映
- 小笠原リール（2010年）監督
- 軌跡 ―小名浜0811―（2011年）脚本　　※山形国際ドキュメンタリー映画祭出品
- 万葉律パレスチナ（2013年）監督　　※万葉アートフォーラム、パレスチナ・フェスティバル2013出品
- アパタニ族の悲歌（2014年）監督
- 黄色い葉の精霊（2017年）監督
- アルナチャール人類博覧会（2020年）監督　※東京ドキュメンタリー映画祭2020出品
- 憑依の宴 ジャワ島のジャティラン（2021年）監督　※東京ドキュメンタリー映画祭2021出品
- ジャワ島 大地の儀礼（2024年）撮影・編集
- ヴェトナム中部高原、バナ族のゴング音楽（2025年）撮影・編集

### テレビ番組
- ゴルゴ13（2008年 - ）脚本
- News リアルタイム（2009年 - ）構成
- 名探偵コナン（2009年 - ）脚本
- それいけ!アンパンマン（2010年 - ）脚本

### 企画上映
- 特集 アジア映画の森　2012年10月　アテネフランセ文化センター
- フィルムヲ見ル会① 追悼・高林陽一　2012年11月　アップリンク
- フィルムヲ見ル会② 飯村隆彦レトロスペクティブ　2013年4月　アップリンク
- はじめての小川紳介　2013年7月　オーディトリウム渋谷
- 特集 アジア映画で＜世界＞を見る　2014年1月　映画美学校
- フィルムヲ見ル会③ 奥山順市 未現ゾーン　2014年2月　アップリンク
- 生誕130年 ロバート・フラハティ　2015年2月　アップリンク
- クリス・マルケル・セレクション　2015年7月　アテネフランセ文化センター
- 亀井文夫特集『日本の悲劇』『戦ふ兵隊』　2015年9月　アップリンク
- よみがえれ土本典昭　2016年7月　アップリンク
- 現代ヨーロッパ映画（１）移民・難民・越境・辺境・マイノリティ　2016年8月　アテネフランセ文化センター
- レトロスペクティブ 映像作家・金子遊　2017年7月　アテネフランセ文化センター
- 東京ドキュメンタリー映画祭2018　2018年12月　新宿K's Cinema
- 実験映画屋、奥山順市でござ〜い！　2019年5月　多摩美術大学
- 東京ドキュメンタリー映画祭2019　2019年11月　新宿K's Cinema
- 東京ドキュメンタリー映画祭 in OSAKA　2020年8月　シアターセブン
- 東京ドキュメンタリー映画祭2020 2020年12月　新宿K's Cinema
- 東京ドキュメンタリー映画祭 in OSAKA　2021年3月　シアターセブン
- 東京ドキュメンタリー映画祭2021　2021年12月　新宿K's Cinema
- 東京ドキュメンタリー映画祭 in OSAKA　2022年3月　シアターセブン
- SCOOLシネマテーク Vol.1 金子遊レトロスペクティヴ　2022年４月　SCOOL
- 東京ドキュメンタリー映画祭2022　2022年12月　新宿K's Cinema
- レトロスペクティブ 金子遊監督　2023年7月　高円寺シアターバッカス

### 字幕翻訳
・『月の寵児たち』オタール・イオセリアーニ監督

## 評論・エッセイ
- 『フィルム・メーカーズ デイヴィッド・リンチ』　キネマ旬報社　責任編集・滝本誠　1999年刊
- 「テロティシズム」　『発言者』99年7月〜10月号連載
- 「曖昧な日本の私がたり 江藤淳論」　『三田文学』05年春季号
- 「海の向こうで戦後が始まる」　『映画芸術』08年春号
- 「キートン・ベケット」　『Corpus 身体表現批評』no.6
- 「生活者のまなざしで撮る映画 ジョナス・メカス論」　『ＡＡＣ』62号
- 「武満徹とラフカディオ・ハーン 耳という身体器官」　『Corpus 身体表現批評』no.7
- 『誰も読まない―大正・昭和日本文学瞥見』　島本達夫著　アーツアンドクラフツ　2010年刊
- 「開高健作品ガイド」　『文藝別冊 開高健』10年1月
- 「批評の奪還 松田政男論」　『映画芸術』10年冬号　　　※映画芸術評論賞・佳作受賞
- 「現代映画とアメリカの複数性」　『映画芸術』10年春号
- 「シネマの中の高齢者」　『月刊エルダー』11年6月号～連載
- 「gozoCiné―妖精博士のマチエール」　『現代詩手帖』11年8月号
- 「弧状の島々 ソクーロフとネフスキー」　『三田文学』11年秋季号　　　※三田文学新人賞（評論部門）受賞
- 「映像詩の宇宙」　『現代詩手帖』12年3月号～14年11月号
- 「サハリン半島の年代記」　『三田文学』12年春季号
- 「ドキュメンタリストの眼」　『neoneo』創刊号 12年9月～連載
- 「南洋の余白（マージナル）」　『やま かわ うみ』12年秋号～連載
- 「パレスチナの歩き方」　『月刊レコンキスタ』12年12月号～13年2月号
- 「野性のアクティヴィズム 『罵詈雑言』と無責任の体系 」　『neoneo』2号 13年3月
- 「書評『イメージの進行形』」　『週刊読書人』 13年3月
- 「窃視者は蝶を夢見る」　『別冊太陽 寺山修司 天才か怪物か』13年5月
- 「吉本隆明の“宗教と死”」　『週刊読書人』13年5/10号　鼎談＝古谷利裕・西川アサキ・金子遊
- 「銀幕の上のデュラスと太宰の出会い」 『女生徒1936』映画パンフレット 13年6月
- 「赤きオオカミへの挽歌 『空気の底は赤い』論」　『neoneo』3号 13年10月
- 「巫娼たちの渚」　道の手帖『谷川健一 越境する民俗学の巨人』　14年2月
- 「伊良波盛男氏の詩集『超越』」　『宮古毎日新聞』　14年5月
- 「叫びと悲しみの彼方に、生まれ出ずるもの」『わたしたちに許された特別な時間の終わり』映画パンフ　14年8月
- 「呪術と死人」　『詩の練習13 吉増剛造特集』　14年10月
- 「おわりなき逸脱へ」　『映画芸術』14年秋号　鼎談＝松本俊夫・波多野哲朗・黒坂圭太・金子遊
- 「吉本隆明　軍国主義者から普遍文学への軌跡」　『図書新聞』14年12/6号　対談＝田中和生・金子遊
- 「3・11とドキュメンタリー表現の拡張」　『IMAGE LIBRARY NEWS』第31号　14年12月
- 「サモア島のモアナ　フラハティとマーガレット・ミード」　『neoneo』4号　14年12月
- 「自死と心中 『日々の死』論」　『三田文学』15年冬季号　15年1月
- 「草葺き小屋のイザベラ・バード」　『やまかわうみ』10号　15年2月
- 「首を狩るひと 鳥居龍蔵の台湾フィールド写真」『やまかわうみ』別冊　15年6月
- 「砂川のインディアン 亀井文夫とデニス・バンクス」『neoneo』5号　15年6月
- 「大神島の媼亡ければ」『脈　谷川健一と沖縄』85号　15年8月
- 「光と重力がもたらす偶然という恩寵」『あえかなる部屋』映画パンフレット　15年9月
- 「交雑する池間島と伊良波盛男の詩」『やまかわうみ』Vol.11　15年9月
- 「パトリシオ・グスマンとクリス・マルケル」『neoneo web』　15年10月
- 「戦時の人類学　イヴェンスとベネディクト」『neoneo』6号　15年12月
- 「対岸のアラベスク　マイケル・タウシグと樺太先住民」『現代思想 人類学のゆくえ』　16年2月
- 「クメール民話とアピチャッポンの東北」『neoneo web』　16年4月
- 「SEALDsと共に歩むために」『neoneo web』　16年5月
- 「オルタナティブ・ジャーナリズムの可能性」『現代思想 報道のリアル』7月号　16年6月
- 「憑り代としての手書」『現代詩手帖』7月号　16年6月
- 「オホーツク 漁る人びと」『neoneo』7号　16年6月
- 「ドキュメンタリー映画、あるいは現代における映像の極北」『キネマ旬報』11月下旬号　16年11月
- 「混血列島論」　別冊やまかわうみ『谷川健一 民俗のこころと思想』　16年12月
- 「リティ・パンと七つの外部記憶」『neoneo』8号　16年12月
- 「不寛容の世界に抗するドキュメンタリー」『週刊金曜日』12/23号　16年12月
- 「氷の大地の生活誌」『極北のナヌーク』Blu-rayリーフレット　17年6月
- 「佐藤真と生の芸術」『neoneo』9号　17年7月
- 「花綵列島の独唱曲」『島尾敏雄・ミホ』　17年7月
- 「北西部をインスタレーションする」『ツイン・ピークス読本』　17年8月
- 「亜熱帯のコスモポリタン」『エドワード・ヤン 再見／再考』　17年8月
- 「ニコトコ島はどこにあるのか？」『ニコトコ島』『石と歌とペタ』プレスリリース　17年10月
- 「フィルム・アンデパンダンの時代」『文藝別冊 大林宣彦』　17年10月
- 「光学の民族誌」『映画以内、映画以後、映画辺境』　18年2月
- 「ソーシャル・デザインとしてのオキュパイ」『現代思想 現代を生きるための映像ガイド』　18年2月
- 「いかにデジタルシネマを「映画」にするか」『音から作る映画 全記録2014-2018』　18年3月
- 「山のわざおぎ 湯立て神楽の常世観」『折口信夫 死と再生、そして常世・他界』　18年4月
- 「アピチャッポンの森に分け入る」『新潮』　18年5月
- 「『モアナ』に見るサモアの民俗」『モアナ 南海の歓喜』パンフレット　18年7月
- 「庶民の発見—ワン・ビンの『鉄西区』を観る」『neoneo』11号　18年7月
- 「ラタナキリの呪術師　カンボジア北東部の少数民族」『アステイオン』89号　18年11月
- 「ハニ族の通訳さん」『文學界』12月号　18年11月
- 「マクロネシア紀行」『アーツアンドクラフツ』WEB　18年12月〜21年11月連載
- 「狂気の静けさ」アピチャッポン・ウィーラセタクン著／金子遊訳　『新潮』3月号　19年2月
- 「ニューヨーク、天使の詩」『キネマ旬報』5月上旬下旬合併号　19年4月
- 「台南の超現実的ドキュメンタリー」『現代詩手帖』5月号　19年4月
- 「松本俊夫とジョナス・メカスからはじまった」『かみのたねをまく』　19年5月
- 「ジャン・ルーシュ 西アフリカ映画への貢献」『アフリカ映画の世紀』　19年8月
- 「久高島のコスモロジー」『neoneo』12号　19年9月
- 「ポスト東欧革命の映像」『思想』10月号　19年9月
- 「セミ・ドキュメンタリーが解放区を奪取する」『解放区』パンフレット　19年10月
- 「映画『ジョーカー』を民俗学で解読する」『シネマの舞台裏２』　19年10月
- 「北辺の映像民俗学 野田真吉と姫田忠義」『NFAJニューズレター』8号　19年12月
- 「ツァイ・ミンリャン、時間を描く画家」『あなたの顔』パンフレット　20年2月
- 「観るものに問う映像―記憶、闇」鈴木一誌・土屋昌明と鼎談　週刊読書人6/19号　20年6月
- 「プロジェクト的な映画の方法論」『タッチ・ミー・ノット』パンフレット　20年6月
- 「光の叙事詩　『死霊魂』の語り部とその記憶」『死霊魂』パンフレット　20年７月
- 「ビデオ編集卓に見い出した「こことよそ」を再結合させる希望」『フィルムメーカーズ21 ジャン＝リュック・ゴダール』20年８月
- 「戦場のホモ・ルーデンス」『群像』9月号　20年8月
- 「マクロネシアの渚」『吉本隆明全集23』月報　20年8月
- 「水と命がめぐる山の世界」『瞬く皮膚、死から発生する生』図録　20年8月
- 「鴨池のワイルドサイドを歩け！」『三田評論』　20年10月
- 「湖畔のメトロポリス ソローによるメカス」『ジョナス・メカス論集』　20年11月
- 「生物と物質のダンス　インゴルドに関するエセー」『たぐい』vol.3　21年2月
- 「文化人類学（者）との出会い」『コメット通信』第8号　21年3月
- 「与那国島の伝承譚」『Art Anthropology』16号　21年4月
- 「写真と人類学」港千尋と対談　『軌跡』vol.2　21年4月
- 「シンガポールの映像演劇が描く癒しとしてのアニミズム」『フェスティバル／トーキョー web』　21年6月
- 「シネマの起源を映すVR映画　ツァイ・ミンリャン『蘭若寺の住人』」『シアターコモンズ web』　21年6月
- 「前衛とドキュメンタリーの時代」『フィルムメーカーズ22　勅使河原宏』　21年6月
- 「文化人類学者と詩人のこと」『コメット通信』第12号　21年7月
- 「カリフォルニアのアニエス・v」『アニエス・ヴァルダ 愛と記憶のシネアスト』　21年8月
- 「悪魔たちの交感 マイケル・タウシグ論」『現代詩手帖』9月号　21年8月
- 「『The New Gospel –新福音書–』に寄せて」『東京芸術祭2021』　21年11月
- 「伝説的映画監督、原將人の軌跡」『焼け跡クロニクル』パンフレット　22年2月
- 「天才映画詩人の光と影を描く『映画になった男』」『neoneo web』　22年3月
- 「ジャワ島の憑依芸能」『Art Anthroplogy』17号、22年3月
- 「複合する草荘神 アカマタクロマタ考」『地名と風土』第15号　22年4月
- 「セルゲイ・ロズニツァ監督の劇映画『ジェントル・クリーチャー』について」『キネマ旬報』7月上旬号　22年6月
- 「読書日和 民衆が持つバイタリティー「ウイダーの副王」ブルース・チャトウィン著」『共同通信』　22年10月
- 「渚に寄りつく神々 比嘉康雄」『別冊太陽』　22年11月
- 「沖縄と映画の旅」『別冊太陽』　22年11月
- 「民衆を描き、祖国を愛す」『オタール・イオセリアーニ映画祭』パンフレット　23年2月
- 「ゾミアの遊動民──映画『森のムラブリ』をめぐる旅」『拡張するイメージ』　23年3月
- 「被服の哲学／映像の美学」『うつろいの時をまとう』パンフレット　23年3月
- 「呪術師を知る」『Art Anthropolpogy』18号　23年3月
- 「ムーズ川と製鉄所のけむり」『ダルデンヌ兄弟 社会をまなざす映画作家』　23年4月
- 「半径100メートル以内の戦場」『キネマ旬報』4月下旬号　23年4月
- 連載「アート・フィルム」『コメット通信』　23年4月〜7月
- 「修験ルートの復興の活動がまさにルネッサンス」『キネマ旬報』6月上旬号　23年5月
- 「自身のルーツ、受容するまで」『北海道新聞』　24年4月
- 連載「ゾミア紀行」『やまかわうみweb』 24年6月〜10月
- 「パーントゥ考 宮古島の来訪神」『やまかわうみweb』 24年11月
- 連載「東北考 アジア的霊性」『やまかわうみweb』 25年2月〜